# Georges Brunel
Georges Edouard Auguste Brunel (* 17. September 1856 in Abbeville, Département Somme; † 24. Juli 1900 in Bordeaux) war ein französischer Mathematiker.

## Leben
Brunel erwarb 1880 in Paris an der École normale supérieure (ENS) seine Agrégation und studierte dann 1880/81 in Leipzig bei Felix Klein. 1881 war er Assistent an der ENS und dann 1882 Dozent für Mechanik in der École des Sciences in Algier. 1883 promovierte er an der ENS (Étude sur les relations algebriques entre les fonctions hyperelliptiques de genre 3, Annales Scient. ENS 1883) und war ab 1884 Professor an der Faculté des Sciences in Bordeaux, deren Vorsitzender er wurde. Unter seiner Leitung wurde die Naturforschende Gesellschaft in Bordeaux zu einer nicht nur in Frankreich bekannten wissenschaftlichen Institution. Er schrieb den Artikel „Bestimmte Integrale“ in der Enzyklopädie der mathematischen Wissenschaften und war auch ein Pionier der Graphentheorie.

## Schriften
- Sur les propriétés métriques des courbes gauches dans un espace linéaire à {\displaystyle n} dimensions. In: Mathematische Annalen. Band 19, Nr. 1, 1881, S. 37–55.
- Étude sur les relations algébriques entre les fonctions hyperelliptiques de genre 3. In: Annales scientifiques de l’École normale supérieure. Série 2, Band 12, 1883, S. 199–260, doi:10.24033/asens.224.